# A casa (singolo)
A casa è un singolo del rapper italiano Boro, pubblicato il 30 gennaio 2025.

## Descrizione
Il brano ha visto la partecipazione del rapper italiano Tony Boy.

## Tracce
Testi di Federico Orecchia, Antonio Hueber, musiche di Gabriele Coco.
1. A casa (feat. Tony Boy) – 2:46

## Classifiche
| Classifica (2025) | Posizione massima |
| ----------------- | ----------------- |
| Italia            | 45                |